# Paul Lei Shiyin
 (décembre 2020).
Paul Lei Shiyin (né le 13 octobre 1963) est un prêtre catholique chinois, excommunié en 2011 par Benoît XVI pour s'être fait consacrer évêque sans l'accord du pape, excommunication levée par le pape François en 2018.

## Biographie
Ordonné prêtre en 1991, Paul Lei Shiyin devient vite l'un des notables de l'Église catholique au Sichuan, ce qui le pousse à exercer plusieurs charges : il est choisi comme l'un des trésoriers de l'Église catholique au Sichuan, puis devient l'un des vice-présidents de l'Association patriotique des catholiques chinois. Son attitude conciliante envers le parti communiste chinois (il est d'ailleurs membre de la conférence consultative politique du peuple chinois ) et l'influence de son frère dans les milieux économiques conduisent naturellement le parti communiste à le soutenir quand il s'agit en 2010 de remplacer l'évêque Matthieu Luo Duxi, décédé à l'âge de 90 ans. Il est ainsi élu évêque par un collège ecclésiastique par 27 voix sur 31. Mais il est néanmoins fort possible que des pressions aient été exercées[évasif] sur les membres du collège par des responsables politiques, pour soutenir son élection. 
Le Vatican a refusé de valider son élection et a fait savoir aux autorités chinoises qu'il était impossible de le reconnaître comme évêque. Les responsables de l'Église officielle et l'Association patriotique des catholiques chinois ont néanmoins fait savoir qu'ils reconnaissaient l'élection de Paul Lei Shiyin. Celui-ci a donc été consacré évêque le 29 juin 2011 dans l'église de Emeishan en présence de plusieurs responsables du gouvernement, et avec la participation de plusieurs évêques catholiques en communion avec le pape, ce qui a embarrassé le Vatican.
Le 4 juillet, le porte-parole du Vatican a annoncé que la consécration épiscopale de Paul Lei Shiyin était « illégitime » et contraire au droit canon, ce qui provoque de fait l'excommunication latae sententiae de Paul Lei Shiyin.
Parlant au sujet de cette affaire, Benoît XVI s'est dit « profondément attristé par cet acte unilatéral qui sème les divisions ».
Le 22 septembre 2018, le pape François a levé l’excommunication de Paul Lei Shiyin et des autres évêques précédemment nommés par le gouvernement chinois sans mandat pontifical.